# Shekhar Mehta
Chandrashekhar "Shekhar" Mehta (Kampala, 1945. június 20. – London, 2006. április 12.) ugandai születésű, kenyai autóversenyző. Ötszörös rali-világbajnoki futamgyőztes.

## Pályafutása
1973 és 1987 között vett részt a rali-világbajnokság futamain. Első világbajnoki versenyén, az 1973-as Szafari ralin az első helyen végzett. Bár a világbajnokság több európai futamán is rajthoz állt, jelentősebb sikereit hazája raliján érte el. Öt alkalommal nyerte meg a Szafari ralit, jó helyismerete nagy előnynek számított a gyári versenyzőkkel szemben. "Kinn kell élni a földeken, szeretni és tisztelni kell a tájat." mondta.
Visszavonulása után az FIA rali-bizottságának elnöke lett. 1997-től haláláig töltötte be e tisztséget, ez idő alatt erőteljesen szorgalmazta a murvás borítású versenyek rendezését az aszfaltos futamokkal szemben.

### Rali-világbajnoki győzelmei
| #  | Dátum                | Rali         | Navigátor    | Autó             | Összefoglaló |
| -- | -------------------- | ------------ | ------------ | ---------------- | ------------ |
| 1. | 1973. április 19-23. | Szafari rali | Lofty Drews  | Datsun 240Z      | Összefoglaló |
| 2. | 1979. április 12-16. | Szafari rali | Mike Doughty | Datsun 160J      | Összefoglaló |
| 3. | 1980. április 3-7.   | Szafari rali | Mike Doughty | Datsun 160J      | Összefoglaló |
| 4. | 1981. április 16-20. | Szafari rali | Mike Doughty | Datsun Violet GT | Összefoglaló |
| 5. | 1982. április 8-12.  | Szafari rali | Mike Doughty | Datsun Violet GT | Összefoglaló |

## Külső hivatkozások
- Profilja a rallybase.nl honlapon